# Gerson Rodrigues
Gerson Rodrigues (Pragal, 20 de junio de 1995) es un futbolista luxemburgués que juega en la posición de delantero en el Kanchanaburi Power F. C. de la Liga de Tailandia.

## Trayectoria
Se formó en la academia del F. C. Metz.
Ha jugado para los clubes FC Swift Hesperange, Racing FC Union Luxembourg, CS Fola Esch y SC Telstar Velsen.
El 30 de enero de 2018 firmó con el F. C. Sheriff Tiraspol. Un año después hizo lo propio con el Júbilo Iwata japonés.
El 2 de agosto de 2019 firmó un contrato con el F. C. Dinamo de Kiev. A mitad de temporada, el 31 de enero de 2020, fue cedido al Ankaragücü.

## Selección nacional
Rodrigues hizo su debut para la selección de Luxemburgo en 2017.

## Clubes
| Club                             | País           | Año       | Partidos | Goles |
| -------------------------------- | -------------- | --------- | -------- | ----- |
| F. C. Swift Hesperange           | Luxemburgo     | 2013-2014 | 10       | 0     |
| Racing F. C.                     | Luxemburgo     | 2014-2016 | 23       | 3     |
| C. S. Fola Esch                  | Luxemburgo     | 2016-2017 | 22       | 9     |
| S. C. Telstar                    | Países Bajos   | 2017      | 13       | 3     |
| F. C. Sheriff Tiraspol           | Moldavia       | 2018      | 31       | 8     |
| Júbilo Iwata                     | Japón          | 2019      | 18       | 7     |
| F. C. Dinamo de Kiev             | Ucrania        | 2019-2025 | 53       | 9     |
| Ankaragücü (cedido)              | Turquía        | 2020      | 11       | 6     |
| E. S. Troyes A. C. (cedido)      | Francia        | 2021-2022 | 12       | 1     |
| Eyüpspor (cedido)                | Turquía        | 2022      | 5        | 3     |
| Al-Wehda Club (cedido)           | Arabia Saudita | 2022-2023 | 16       | 2     |
| Sivasspor (cedido)               | Turquía        | 2023-2024 | 13       | 2     |
| Š. K. Slovan Bratislava (cedido) | Eslovaquia     | 2024      | 8        | 5     |
| Guangxi Pingguo Haliao (cedido)  | China          | 2024-2025 | 3        | 0     |
| AVS Futebol SAD (cedido)         | Portugal       | 2025      | 5        | 1     |
| Kanchanaburi Power F. C.         | Tailandia      | 2025-     |          |       |

## Palmarés

### Títulos nacionales
| Título                  | Club                    | País       | Año  |
| ----------------------- | ----------------------- | ---------- | ---- |
| Supercopa de Ucrania    | F. C. Dinamo de Kiev    | Ucrania    | 2020 |
| Liga Premier de Ucrania | F. C. Dinamo de Kiev    | Ucrania    | 2021 |
| Copa de Ucrania         | F. C. Dinamo de Kiev    | Ucrania    | 2021 |
| Superliga de Eslovaquia | Š. K. Slovan Bratislava | Eslovaquia | 2024 |